# Diamante Flamenco

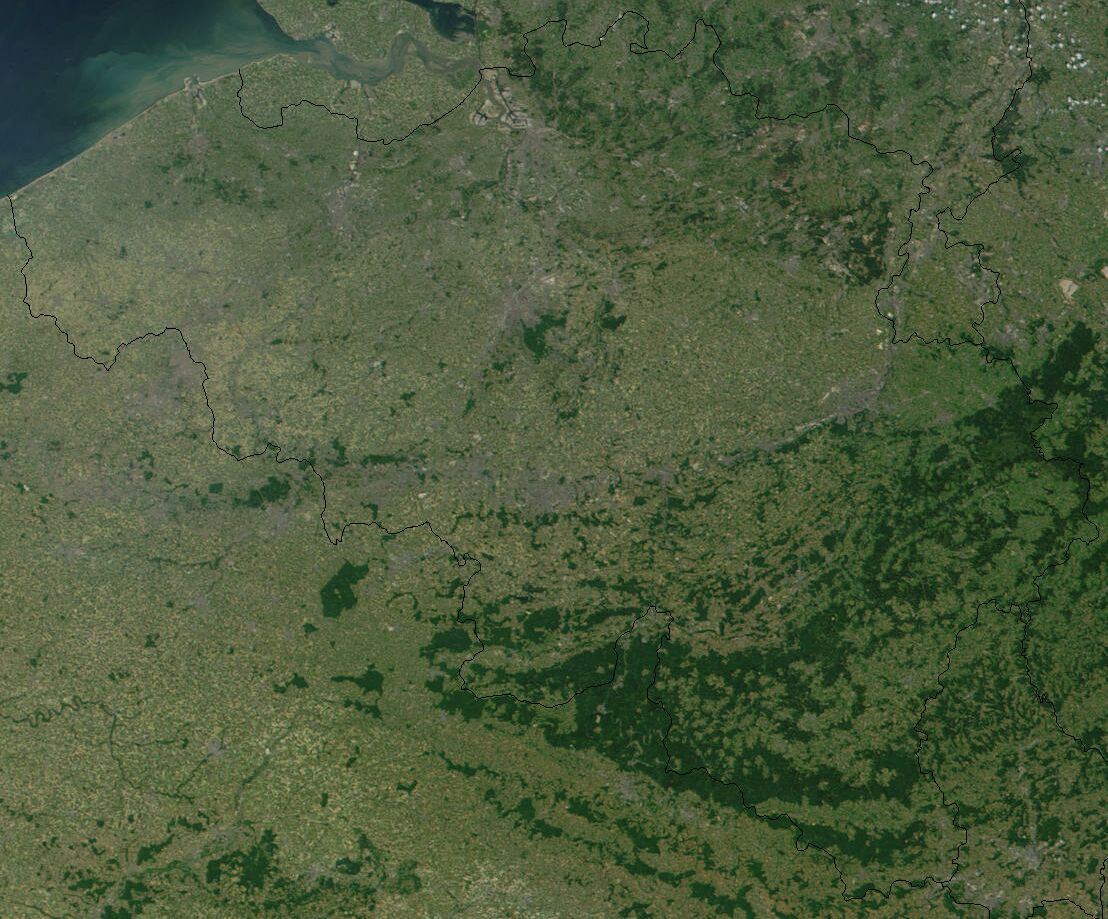
Imagen de satélite de Bélgica. El Diamante se puede apreciar en la zona septentrional.

El Diamante Flamenco (en neerlandés Vlaamse Ruit) es el nombre de un área que comprende las provincias centrales de Flandes, Bélgica. Sus vértices son las aglomeraciones de Bruselas, Gante, Amberes y Lovaina. Allí viven aproximadamente 5.500.000 personas.
El término es principalmente un concepto del gobierno flamenco para denominar a una de las mayores áreas metropolitanas de Europa.